# Modelo de turbulencia eólica de von Kármán
El modelo de turbulencia eólica de von Kármán, también conocido como ráfagas de von Kármán, es un modelo matemático de ráfagas continuas. Se ajusta mejor a las ráfagas continuas observadas que el Modelo de turbulencia eólica de Dryden y es el modelo preferido por el Departamento de Defensa de los Estados Unidos en la mayoría de las aplicaciones de diseño y simulación de aeronaves. El modelo de von Kármán trata los componentes lineales y angulares de la velocidad de las ráfagas continuas como procesos estocásticos que varían espacialmente y especifica la densidad espectral de potencia de cada componente. El modelo de turbulencia del viento de von Kármán se caracteriza por densidades espectrales de potencia irracionales, por lo que se pueden diseñar filtros que tomen entradas de ruido blanco y produzcan procesos estocásticos con las densidades espectrales de potencia aproximadas de las ráfagas de von Kármán.

## Historia
El modelo de turbulencia eólica de von Kármán apareció por primera vez en un informe de 1957 del NACA basado en trabajos anteriores de Theodore von Kármán.

## Densidades espectrales de potencia
El modelo de von Kármán se caracteriza por densidades espectrales de potencia unilaterales para los tres componentes lineales de la velocidad de las ráfagas (ug, vg y wg).
{\displaystyle {\begin{aligned}\Phi _{u_{g}}(\Omega )&=\sigma _{u}^{2}{\frac {2L_{u}}{\pi }}{\frac {1}{\left(1+(1.339L_{u}\Omega )^{2}\right)^{\frac {5}{6}}}}\\\Phi _{v_{g}}(\Omega )&=\sigma _{v}^{2}{\frac {2L_{v}}{\pi }}{\frac {1+{\frac {8}{3}}(2.678L_{v}\Omega )^{2}}{\left(1+(2.678L_{v}\Omega )^{2}\right)^{\frac {11}{6}}}}\\\Phi _{w_{g}}(\Omega )&=\sigma _{w}^{2}{\frac {2L_{w}}{\pi }}{\frac {1+{\frac {8}{3}}(2.678L_{w}\Omega )^{2}}{\left(1+(2.678L_{w}\Omega )^{2}\right)^{\frac {11}{6}}}}\end{aligned}}}
donde «σi» y «Li» son la intensidad de la turbulencia y la longitud de escala, respectivamente, para el componente de velocidad «i», y «Ω» es la frecuencia espacial. Estas densidades espectrales de potencia proporcionan las variaciones espaciales del proceso estocástico, pero cualquier variación temporal depende del movimiento del vehículo a través del campo de velocidad de las ráfagas. La velocidad a la que se mueve el vehículo a través del campo de ráfagas «V» permite convertir estas densidades espectrales de potencia en diferentes tipos de frecuencias,
{\displaystyle {\begin{aligned}\Omega &={\frac {\omega }{V}}\\\Phi _{i}(\Omega )&=V\Phi _{i}\left(\omega \right)\end{aligned}}}
donde ω tiene unidades de radianes por unidad de tiempo.
Las componentes de la velocidad angular de la ráfaga (pg, qg, rg) se definen como las variaciones de las componentes de la velocidad lineal a lo largo de los diferentes ejes del vehículo,
{\displaystyle {\begin{aligned}p_{g}&={\frac {\partial w_{g}}{\partial y}}\\q_{g}&={\frac {\partial w_{g}}{\partial x}}\\r_{g}&=-{\frac {\partial v_{g}}{\partial x}}\end{aligned}}}
aunque en algunas fuentes pueden utilizarse convenciones de signos diferentes. Las densidades espectrales de potencia para los componentes de la velocidad angular son 
{\displaystyle {\begin{aligned}\Phi _{p_{g}}(\omega )&={\frac {\sigma _{w}^{2}}{2VL_{w}}}{\frac {0.8\left({\frac {2\pi L_{w}}{4b}}\right)^{\frac {1}{3}}}{1+\left({\frac {4b\omega }{\pi V}}\right)^{2}}}\\\Phi _{q_{g}}(\omega )&={\frac {\pm \left({\frac {\omega }{V}}\right)^{2}}{1+\left({\frac {4b\omega }{\pi V}}\right)^{2}}}\Phi _{w_{g}}(\omega )\\\Phi _{r_{g}}(\omega )&={\frac {\mp \left({\frac {\omega }{V}}\right)^{2}}{1+\left({\frac {3b\omega }{\pi V}}\right)^{2}}}\Phi _{v_{g}}(\omega )\end{aligned}}}
Las especificaciones militares establecen criterios basados en los derivados de estabilidad del vehículo para determinar si los componentes de la velocidad angular de las ráfagas son significativos.

## Factorización espectral
Las ráfagas generadas por el modelo de von Kármán no son un proceso de ruido blanco y, por lo tanto, pueden denominarse ruido coloreado. El ruido coloreado puede, en algunas circunstancias, generarse como resultado de un filtro lineal de fase mínima a través de un proceso conocido como factorización espectral. Consideremos un sistema lineal invariante en el tiempo con una entrada de ruido blanco que tiene varianza unitaria, función de transferencia G(s) y salida y(t). La densidad espectral de potencia de y(t) es
{\displaystyle \Phi _{y}(\omega )=|G(i\omega )|^{2}}
donde «i»2 = -1. Para densidades espectrales de potencia irracionales, como la del modelo de von Kármán, se puede encontrar una función de transferencia adecuada cuya magnitud al cuadrado evaluada a lo largo del eje imaginario se aproxima a la densidad espectral de potencia. La documentación de MATLAB proporciona una realización de dicha función de transferencia para ráfagas de von Kármán que es coherente con las especificaciones militares,
{\displaystyle {\begin{aligned}G_{u_{g}}(s)&={\frac {\sigma _{u}{\sqrt {\frac {2L_{u}}{\pi V}}}\left(1+0.25{\frac {L_{u}}{V}}s\right)}{1+1.357{\frac {L_{u}}{V}}s+0.1987\left({\frac {L_{u}}{V}}s\right)^{2}}}\\G_{v_{g}}(s)&={\frac {\sigma _{v}{\sqrt {\frac {2L_{v}}{\pi V}}}\left(1+2.7478{\frac {2L_{v}}{V}}s+0.3398\left({\frac {2L_{v}}{V}}s\right)^{2}\right)}{1+2.9958{\frac {2L_{v}}{V}}s+1.9754\left({\frac {2L_{v}}{V}}s\right)^{2}+0.1539\left({\frac {2L_{v}}{V}}s\right)^{3}}}\\G_{w_{g}}(s)&={\frac {\sigma _{w}{\sqrt {\frac {2L_{w}}{\pi V}}}\left(1+2.7478{\frac {2L_{w}}{V}}s+0.3398\left({\frac {2L_{w}}{V}}s\right)^{2}\right)}{1+2.9958{\frac {2L_{w}}{V}}s+1.9754\left({\frac {2L_{w}}{V}}s\right)^{2}+0.1539\left({\frac {2L_{w}}{V}}s\right)^{3}}}\\G_{p_{g}}(s)&=\sigma _{w}{\sqrt {\frac {0.8}{V}}}{\frac {\left({\frac {\pi }{4b}}\right)^{\frac {1}{6}}}{(2L_{w})^{\frac {1}{3}}\left(1+{\frac {4b}{\pi V}}s\right)}}\\G_{q_{g}}(s)&={\frac {\pm {\frac {s}{V}}}{1+{\frac {4b}{\pi V}}s}}G_{w_{g}}(s)\\G_{r_{g}}(s)&={\frac {\mp {\frac {s}{V}}}{1+{\frac {3b}{\pi V}}s}}G_{v_{g}}(s)\end{aligned}}}
Al accionar estos filtros con ruido blanco independiente, de varianza unitaria y banda limitada, se obtienen salidas con densidades espectrales de potencia que se aproximan a las densidades espectrales de potencia de los componentes de velocidad del modelo de von Kármán. A su vez, las salidas pueden utilizarse como entradas de perturbaciones del viento para aeronaves u otros sistemas dinámicos.

## Dependencia de la altitud
El modelo de von Kármán se parametriza mediante una escala de longitud y la intensidad de la turbulencia. La combinación de estos dos parámetros determina la forma de las densidades espectrales de potencia y, por lo tanto, la calidad del ajuste del modelo a los espectros de la turbulencia observada. Muchas combinaciones de escala de longitud e intensidad de turbulencia dan densidades espectrales de potencia realistas en los rangos de frecuencia deseados. Las especificaciones del Departamento de Defensa incluyen opciones para ambos parámetros, incluida su dependencia de la altitud.